# Gerold von Waldeck

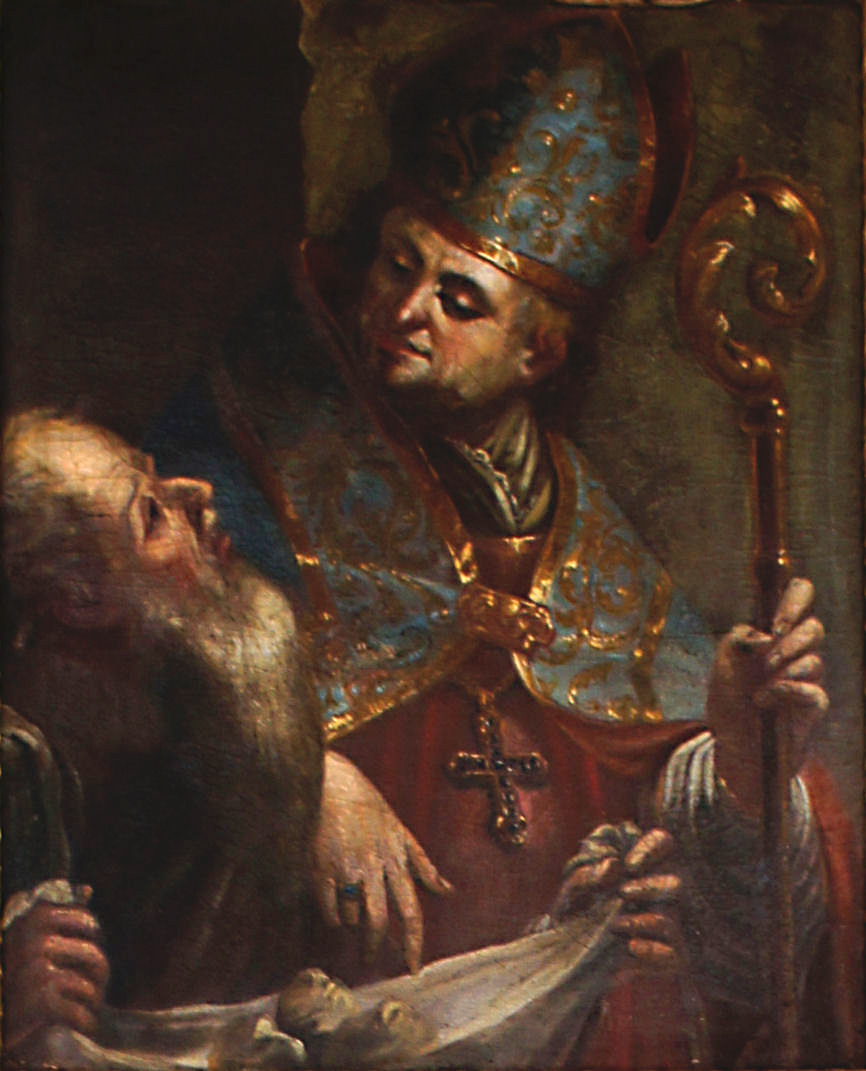
Gerold von Waldeck auf einem Gemälde im Fürstengang Freising

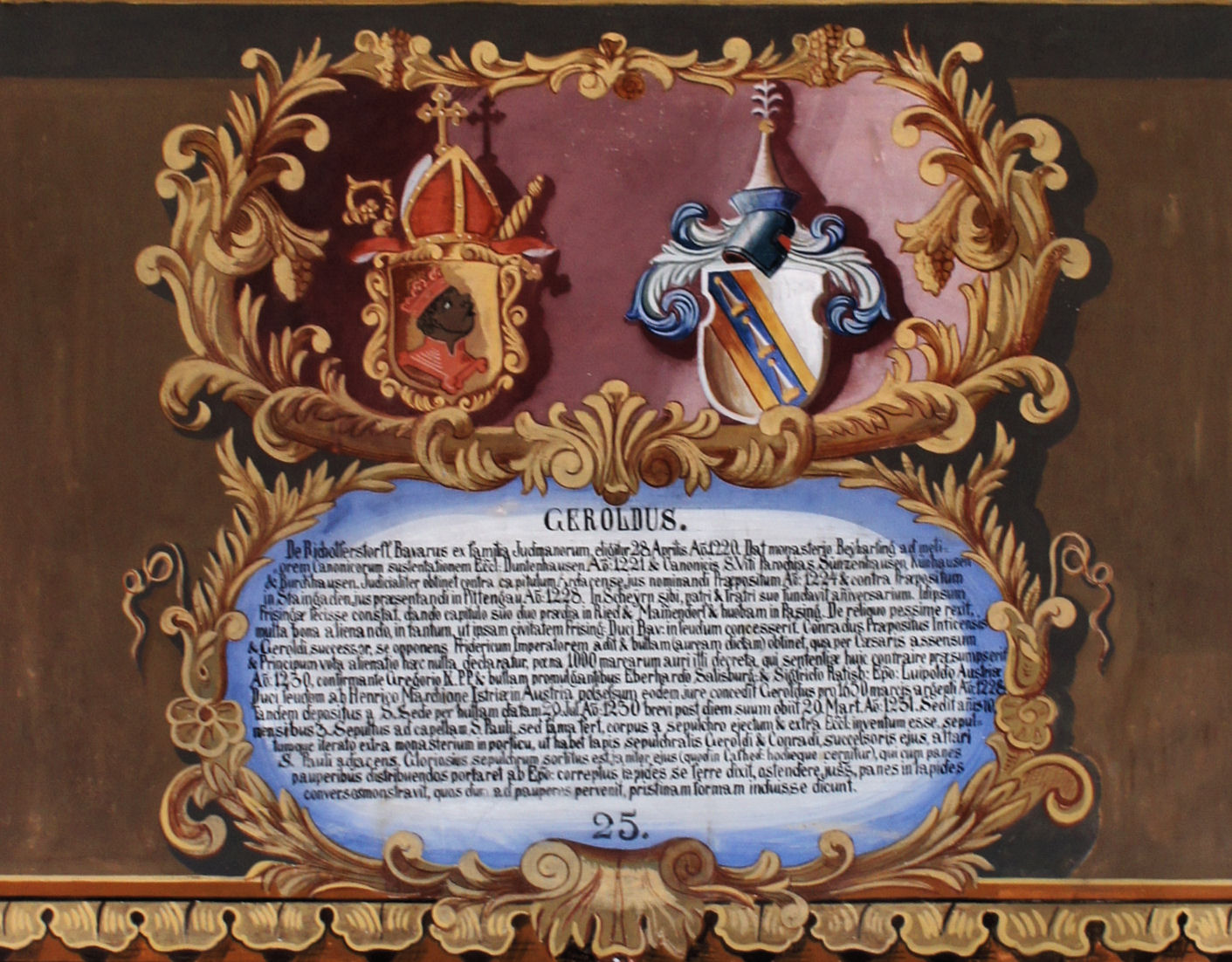
Wappentafel von Gerold von Waldeck im Fürstengang Freising

Gerold von Waldeck, auch Gerold von Reichersdorf († 29. März 1231) war von Frühjahr 1220 bis zum 29. Juli 1230 der 24. Bischof von Freising.
Bischof Gerold entstammte dem freisingischen Ministerialengeschlecht Waldeck, die sich nach ihren Sitzen auch von Parsberg, Miesbach oder Reichersdorf nannten. Vor seiner Wahl zum Bischof war vermutlich schon vor 1212 Domherr zu Freising. Zu Beginn seines Pontifikats erfolgte die Übertragung wichtiger königlicher Rechte an die geistlichen Fürsten des Reiches durch Kaiser Friedrich II. Während seiner Regierungszeit brannte im Jahr 1224 die Stadt Freising durch Brandstiftung ab. Er wollte aufgrund überwiegend selbst verschuldeter Finanzschwierigkeiten im Jahr 1230 die Stadt Freising den Wittelsbachern als Lehen überlassen, was jedoch von Papst Gregor IX. verhindert wurde. Auf Betreiben des Freisinger Domkapitels unter Führung von Konrad I. von Tölz und Hohenburg wurde Gerold am 29. Juli 1230 vom Papst abgesetzt und zurück in den Rang eines Domherren versetzt. Konrad von Tölz wurde zum Nachfolger ernannt. Gerold starb am 29. März 1231 und wurde – da kein Bischof mehr – nicht im Dom beigesetzt, sondern im Kreuzgang des Domes.